# Тигр
Тигр, пантера тигр (Panthera tigris) — великий ссавець родини котових, один із сучасних п'ятьох видів роду пантер (Panthera). Слово «тигр» походить від дав.-гр. τίγρις, яке своєю чергою походить із індоіранських мов, пов'язано з ав. t̰igri — «стріла», натякаючи на стрімкість тигра. Еволюційним центром походження і сучасного ареалу є Східна та Південно-Східна Азія. Як найбільший у світі представник родини котячих, тигр у всіх екосистемах є верхівкою харчової піраміди. Згідно з палеонтологічними даними, розмір сучасних тигрів приблизно дорівнює найбільшим із викопних представників родини.
Найчисельнішим із підвидів тигра є бенгальський тигр (номінативний підвид), чисельність якого становить близько 80 % загальної кількості виду. Він розповсюджений на території Індії, Бангладеш, М'янми, Бутану та Непалу.
Тигр — вид, який перебуває під загрозою вимирання. Нині кількість цих тварин у неволі більша, ніж у природі.
За способом життя тигр є одинаком. Він є видом виразно територіальним, що взагалі характерне для котячих. Звичним для тигра ландшафтом є середньо- та щільнозарослі лісові ділянки, хоча інколи його можна зустріти й на відкритій місцевості.
Як і в більшості інших котячих, основним способом полювання є підкрадання або вичікування в засідці зі швидким, але коротким фінальним кидком. Більша частина здобичі становить середні та великі копитні, але тигр може полювати й на зовсім дрібних тварин, аж до пацюків.
Самці помітно більші за самиць, і мають більшу територію. Також виразні розмірні розбіжності спостерігаються між дев'ятьма підвидами цього виду, які збереглися до історичних часів.

## Фізичні характеристики

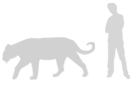
Бенгальський тигр у порівнянні з людиною зростом 183 сантиметри

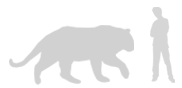
Амурський тигр супроти людини зростом 183 сантиметри

Тигр — найважча із сучасних диких кішок, але різні його підвиди сильно різняться вагою. Великі самці амурського тигра можуть досягати 3,5 метрів завдовжки без хвоста та важити більше ніж 300 кілограмів. Проте в середньому самці тигра амурського підвиду без хвоста завдовжки досягають 190—220 сантиметрів при середній вазі 227 кілограмів (хвіст тигра зазвичай завдовжки 60–110 см). Найважчий бенгальський тигр, вага якого була достеменно науково встановлена, важив 389 кг. Самиці звичайно помітно менші за самців, в амурського та бенгальського підвидів вони важать 100—181 кг. Острівні підвиди тигрів менші за материкові, наприклад, суматранський тигр в середньому значно менший за номінативний бенгальський підвид: середня його вага 100—140 кг у самців та 75–110 кг у самиць. Зниклий балійський тигр був ще меншим: вага самців 90–100 кг, самиць — 65–80 кг.
Основний тон забарвлення тигрів коливається від іржаво-червоного до іржаво-коричневого, черево, груди та внутрішня поверхня лап світлі. Також світлі плями є на тильній поверхні вух. Тіло вкрите смугами, колір яких змінюється від коричневого до повністю чорного. Форма та щільність цих смуг різна в підвидів, але загалом більшість тигрів має більше ніж 100 смуг. Розташування смуг є унікальним у кожної окремої тварини, і, таким чином, може бути використане для ідентифікації окремих особин, аналогічне відбиткам пальців у людей; але це не широко розповсюджений та усталений метод ідентифікації в природі, з огляду на важкість отримання більш-менш повного опису смуг на тілі дикого тигра. Основною функцією смуг є камуфляжна, себто допомога маскуванню цього хижака від потенційних жертв. Смугастий малюнок хутра присутній також і на шкірі тигра, і, якщо його поголити, на темних смугах відростає темна шерсть, тож малюнок повністю відновлюється.
За деякими даними, тиграм частково притаманний кольоровий зір (вони здатні розрізняти деякі яскраві кольори).
У виду тигр є відома мутація, яка призводить до виявлення суцільно-білого забарвлення. Таке забарвлення дуже рідко зустрічається серед диких тварин, але є відносно розповсюдженим у популяції, яка утримується в неволі, з огляду на її популярність серед загалу. Також існують підтверджені дані про існування мутацій, які надають тиграм димчастого або повністю чорного забарвлення (меланісти).

## Біологія та екологія

### Спосіб життя
Дорослі тигри — істоти територіальні, а тому суворо захищають свою територію. Розмір особистої території тигра сильно залежить від наявності здобичі, і, у випадку самців, наявності в цій місцевості самиць. Тигриця може мати територію розміром близько 20 км², водночас територія самців зазвичай значно більша — 60–100 км². Попри те, що тигриці час від часу виявляють агресію одна до одної, їхні ділянки можуть накладатися, і вони в цій ситуації мирно співіснують; самці ж у жодному разі не дозволяють іншим самцям постійно перебувати на їхній території, і не завжди — навіть одноразово пройти крізь неї. З огляду на агресивну територіальну поведінку самців тигра, сутички з приводу розподілу місцевості між ними часто призводять до серйозних травм, а то й до смерті одного із супротивників. Проте, більшість конфліктних ситуацій проміж дикими тиграми вирішуються без фізичної бійки, а лише із застосуванням погрозливих поз та звуків. Як і домашні коти, самці тигрів мітять територію, лишаючи подряпини на помітних деревах та збризкуючи їх сечею й екстрактом пахучих анальних залоз; окрім того, для маркування території можуть застосовуватись екскременти.
Самці тигрів можуть легко спілкуватися з тигрицями на їхній території й навіть ділитися здобиччю. Зоолог Джордж Шаллер спостерігав, як тигр-самець ділився здобиччю з двома тигрицями та чотирма їхніми кошенятами. Зазвичай тигриці намагаються відганяти самців від потомства, поки кошенята ще малі, але в цьому разі тигриці не виявляли такої поведінки. Можливо, це пояснювалося тим, що тигр був батьком цих тигренят. На відміну від левів, тигри-самці дозволяють тигрицям і тигренятам приступати до їжі першими. Тигриці також можуть ділитися своєю здобиччю, подекуди навіть частіше, ніж тигри; на відміну від самців, вони набагато лояльніше ставляться до поділу здобичі з особинами своєї статі.
Спостереження за тиграми в природі та їхній облік здійснюють досить великою кількістю принципово різних способів: відстежуванням слідів та зняттям з них гіпсових або пластикових відбитків, приманками з відеокамерою, з використанням ДНК, яка присутня в екскрементах, радіоспостереженням і таке інше.

## Розмноження

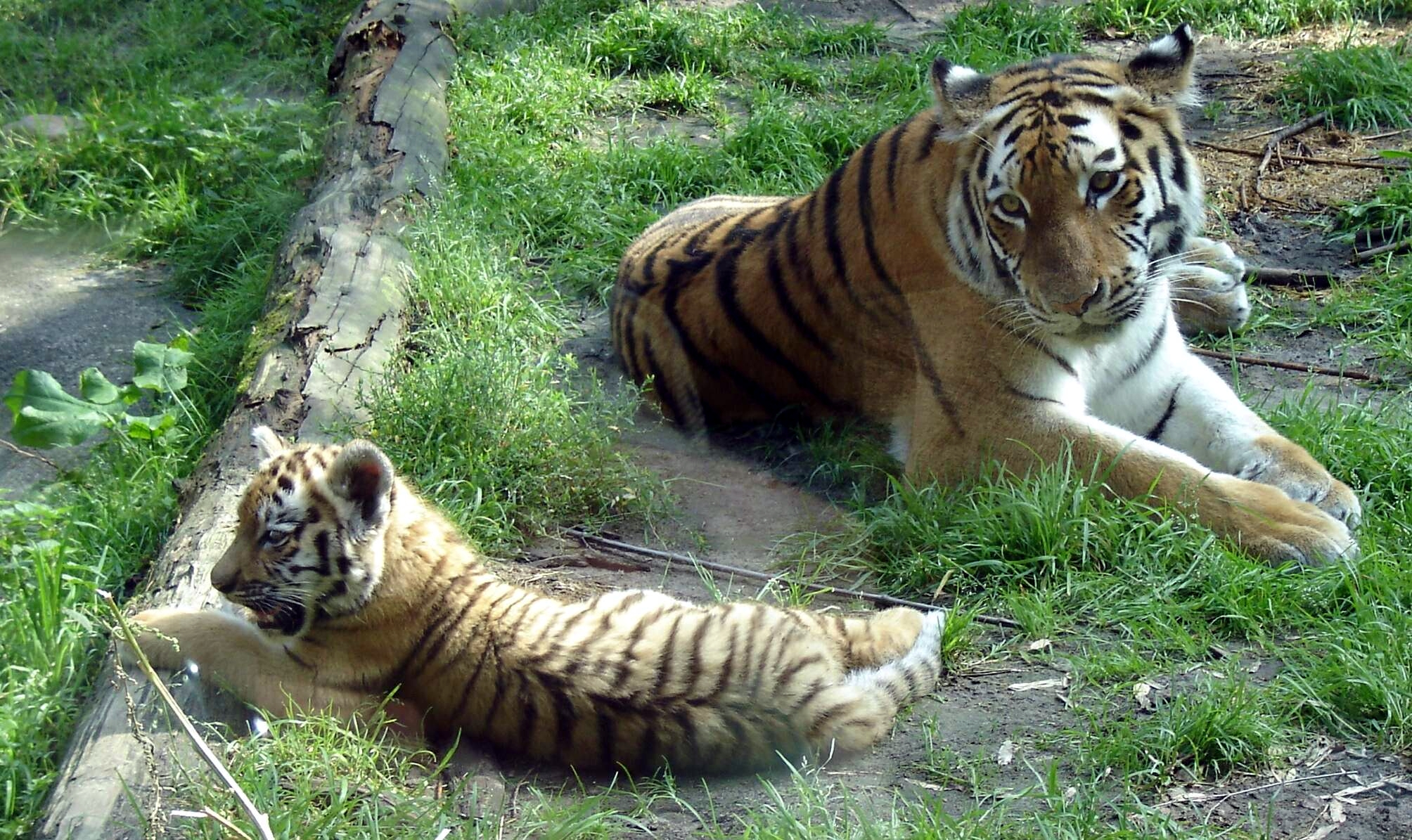
Амурська тигриця з тигреням

Якщо самець відчуває за запахом сечових відміток самиці, що вона перебуває в репродуктивному стані, він виявляє специфічну поведінку — флемен, що виражається в характерній гримасі на морді.
Тигриця буває здатна до запліднення лише кілька днів, впродовж яких парування відбувається кілька разів на день, і супроводжується голосними звуками, як у звичайних кішок. Вагітність триває 103 дні, після чого звичайно народжуються 2–3 (від 1 до 7 дитинчат зареєстровано) тигреня вагою від 780 до 1600 грамів. Тигриця вирощує їх сама, захищаючи в перші пів року і від тигрів-самців: бродячі самці можуть вбивати тигренят. Очі відкриваються на 6–14 день після народження. У віці 8 тижнів тигренята стають здатними слідувати за матір'ю, і залишають лігво. Здатними до самостійного життя молоді тигри стають у віці приблизно 18 місяців, але звичайно залишаються з матір'ю 2–3 роки.
Після початку самостійного життя молоді самиці зазвичай лишаються неподалік від території своєї матері, водночас молоді самці відходять у пошуках власної території на великі відстані; здебільшого вони мають відвойовувати власну ділянку в інших самців, або, якщо в тій місцевості популяція тигрів нечисленна, займають порожні території.
Статевої зрілості тигри досягають у віці 3–4 років для самиць і 4–5 років для самців. Тигри добре розмножуються в неволі, і на початок двотисячних років кількість тигрів, яка утримуються в неволі тільки в США, перевищувала світову популяцію диких тигрів.

### Ареал

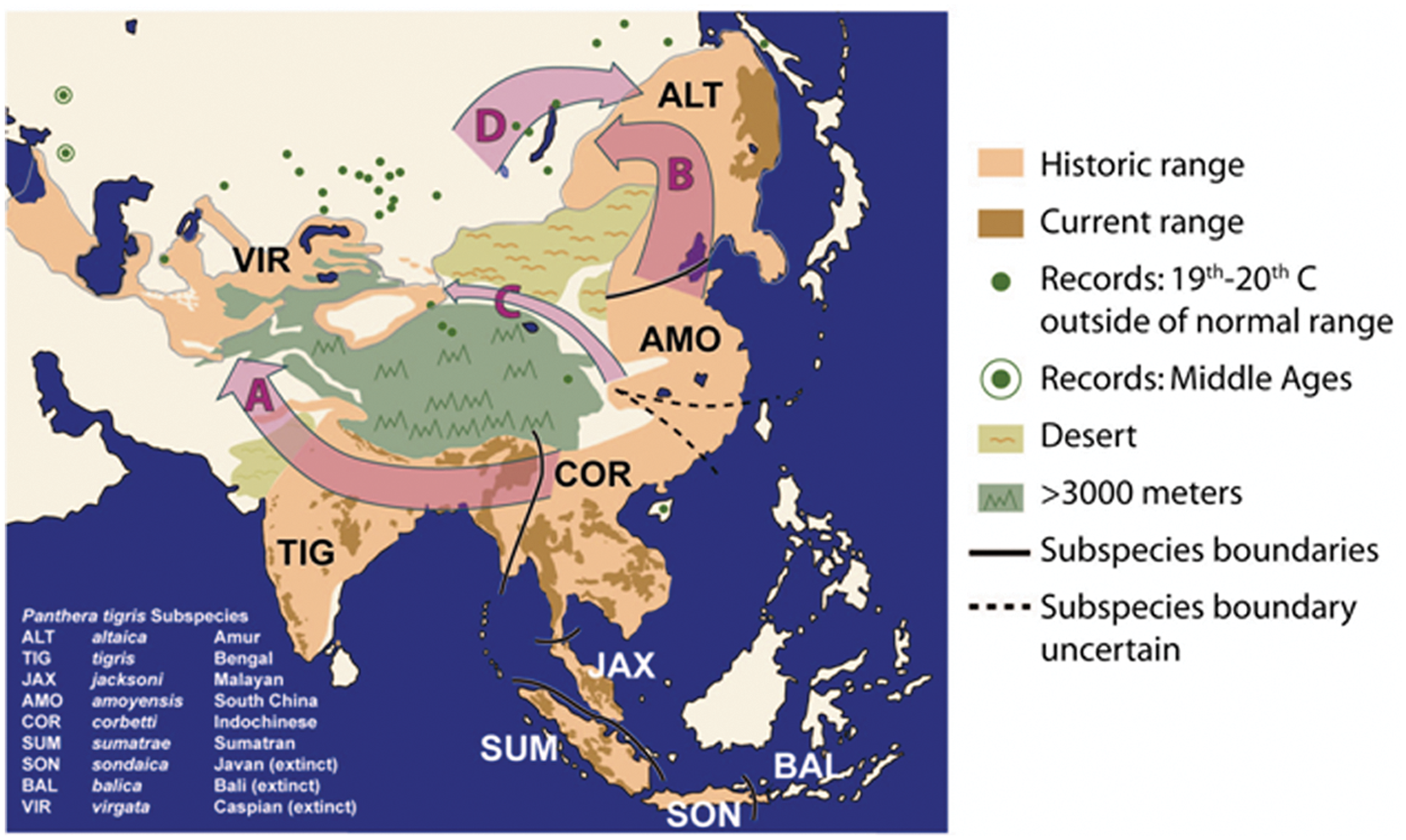
Історичний та сучасний ареали тигра (2009)

Історичний ареал тигра (станом на XXI століття сильно розсічений на окремі, часом сильно віддалені одна від одної, популяції) міститься на території Далекого Сходу Російської федерації, Ірану, Афганістану, Китаю, Індії та країн Південно-Східної Азії, включаючи Зондський архіпелаг (Індонезійські острови). Зараз тигри займають менше 7 % свого історичного ареалу, зі зменшенням на 7 % з 1 049 430 км² у 2001 році до 978 293 км² у 2020 році.
Тигри можуть жити в широкому спектрі ландшафтів, від вологих тропічних лісів і сухих саван до напівпустель, і від бореальної тайги до гімалайських листяних і вічнозелених лісів до висот ≈ 4500 метрів. Порівняно до левів, тигри, як правило віддають перевагу більш щільно зарослій місцевості, для перебування в якій пристосоване і їхнє камуфляжне забарвлення. Також, на відміну від левів, тигри ведуть поодинокий спосіб життя (за винятком самиць з молодими тигренятами). Тигр, разом з ягуаром, єдині два види великих котів, які здатні до тривалого плавання: часто спостерігають тигрів, які перепливають великі річки (навіть такі, як Ганг, Амур та Меконг), або просто перебувають на мілководді в озерах та болотах.

### Харчування
У дикій природі тигри переважно харчуються копитними великого та середнього розміру: для бенгальського тигра основною здобиччю є такі види як-от: олені самбар (Cervus unicolor), читал (Axis axis), дикий кабан та нільгау (Boselaphus tragocamelus); для амурського тигра основними харчовими об'єктами є олень благородний, олень плямистий, сарна азійська, дикий кабан та кабарга; для суматранського тигра — олень самбар, дикий кабан та малайський (чепраковий) тапір. Також тигри можуть полювати на великих травоїдних, а саме: індійський буйвіл (Bubalus bubalis), бик гаур (Bos gaurus), та лось. Окрім того, час від часу тигри харчуються і нетиповою звіриною, як-от мавпами, фазанами, зайцями, і навіть рибою.
Відомо, що тигри можуть вбивати інших хижаків, а саме вовків, леопардів, удавів та іноді навіть крокодилів. Амурські тигри та бурі ведмеді становлять доволі серйозну небезпеку одне для одного; існують численні повідомлення про те, що тигри вбивають ведмежат, і навіть нападають на дорослих ведмедів. Загалом бурі та гімалайські ведмеді становлять 5–8 % харчового раціону амурського підвиду тигра (переважно їх вбивають дорослі самці). Малайський ведмідь, який є вельми агресивним, часом відганяє тигрів від здобичі, хоча частіше трапляється навпаки; а подекуди й малайські тигри цілеспрямовано полюють на цих ведмедів.
Дорослі індійські слони є недосяжною здобиччю для тигра, тому тигри зустрічі з ними намагаються уникати, але подекуди вони можуть вбивати молодих слоненят. Також відомий щонайменше один випадок, коли тигр вбив дорослу самицю індійського носорога.
Інколи тигри можуть полювати на свійських тварин, а саме собак, корів, коней та ослів. Старі або поранені тигри, які не спроможні полювати на копитних, подекуди нападають на людей, але звичайно тигра швидко вбивають після першого ж такого випадку. У мангрових болотах Сундарбанс у Бенгалії, де від тигрів гине найбільша кількість людей, на людину часом полюють цілком здорові тварини.
На всій території свого ареалу тигр є вершиною харчової піраміди, і майже не зазнає конкуренції з боку інших хижаків (часом таку конкуренцію можуть складати представники родини псових, які полюють великими зграями — наприклад, індійські дхоле (Cuon alpinus).

### Способи полювання

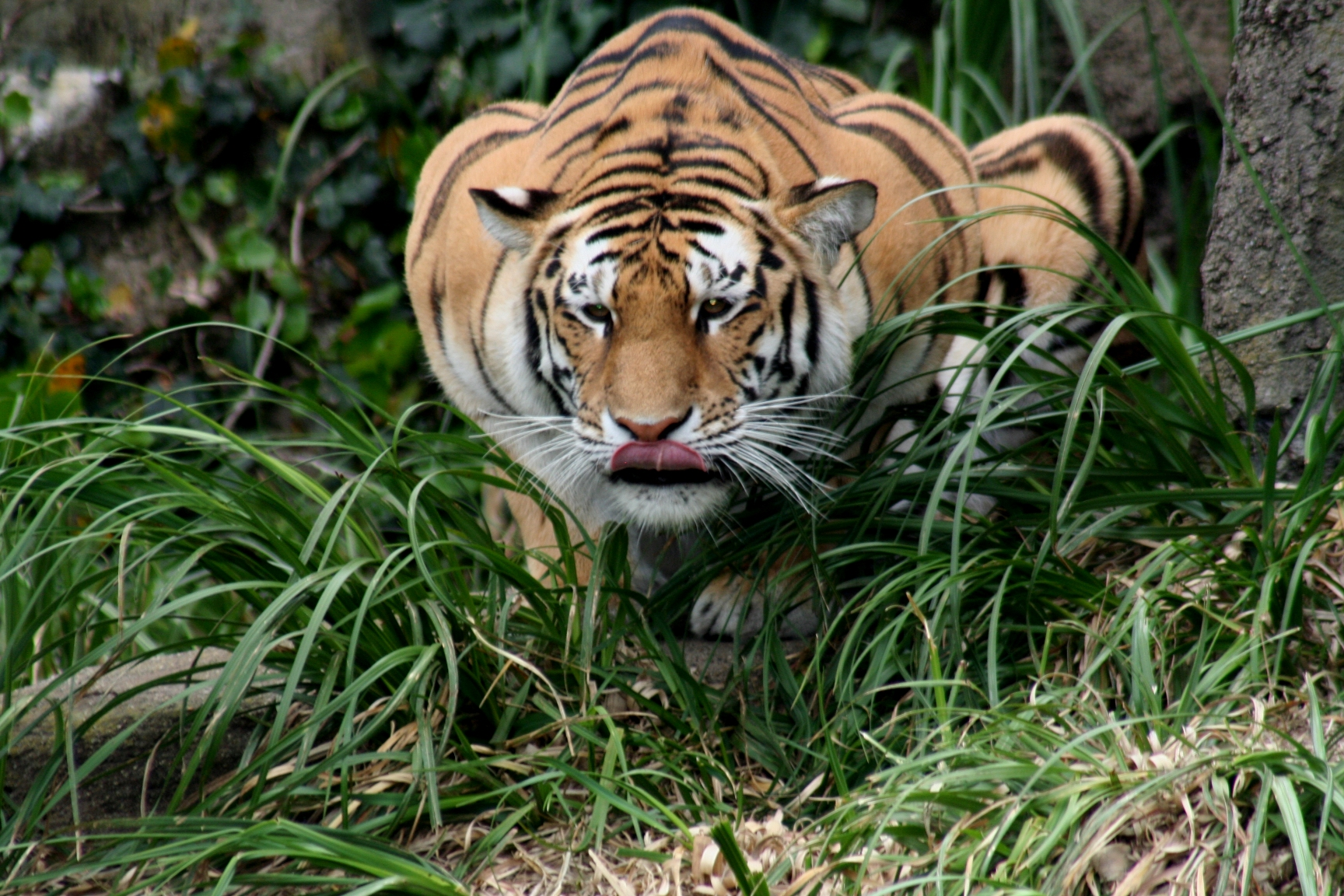
Тигр у засідці

Тигри полюють суто одноосібно, і, як і більшість інших котів, вичікують свою здобич у засідці, а при наближенні роблять швидкий ривок на коротку дистанцію. При цьому, навіть попри велику масу тіла, тигр може розвинути швидкість до 60 км/год практично на будь-якій місцевості.
Великих копитних тигр намагається вхопити за горло, а потім задушити, дати стекти кров'ю після проколу сонної артерії та/або яремної вени, або зламати шию. При полюванні на меншу здобич до способів забиття додається ламання хребта та кінцівок.
Тигр здатний стрибати на висоту до п'яти метрів, і на 9–10 метрів у довжину, що робить втечу на короткій відстані від нього практично неможливою.
Впольовану здобич тигр може нести, тримаючи в зубах у висячому положенні або закинувши на спину: таким чином він може бігти зі здобиччю вагою в 100 кілограмів; з вантажем у 50 кілограмів у зубах тигр може перестрибувати перешкоди заввишки до двох метрів. У разі полювання на дуже велику здобич (гаурів та азійських буйволів) тигр може перетягувати їх землею, рухаючи, таким чином, здобич, що в 6–7 разів важча за нього, тобто загальною вагою більше тонни.
Людину дорослий тигр може вбити одним рухом лапи.

## Охоронний статус

Дані з обліку тигрів у природі, 1990 рік.

Основним фактором, який обмежує чисельність тигрів, є господарська діяльність людей та пряме полювання: як трофейне (переважно задля шкіри), так і з метою лікування (позаяк велика кількість органів тигра використовується у традиційній східній медицині).
Крім організації спеціалізованих заповідних територій для збереження виду, з цією метою використовуються й інші, менш традиційні засоби. Зокрема, на буддистському фестивалі Калачакра в січні 2006 року Далай-лама XIV вимовив проповідь, в якій закликав припинити використання, продаж і купівлю тварин, та продуктів, із них виготовлених. Як наслідок, прочани, які повернулися з фестивалю до Тибету, почали масово знищувати та викидати шкури тигрів та леопардів, і навіть предмети одягу з їхніми фрагментами; на середину 2007 року ще не було зрозуміло, чи призведе це до зниження попиту на шкури диких котячих, і в якій мірі це відіб'ється на обсягах браконьєрства.
Іншим ринком попиту, який спричинює знищення тигрів, є використання його органів і тканин у традиційній східній (переважно китайській) медицині: найвідомішими медичними продуктами такого типу є знеболювальні засоби та афродизіаки. Використання частин тіла тигра у медицині в Китаї заборонено та підлягає карному переслідуванню; проте нелегальний обіг цих матеріалів на чорному ринку має досить помітні обсяги.
Унаслідок полювання та руйнування природного оточення, чисельність тигрів ув останні десятиліття сильно скоротилася. Сто років тому у світі нараховувалось близько 100 тисяч диких тигрів; зараз (2020) їхня чисельність знизилась до приблизно 3000 дорослих особин, здатних до розмноження, причому чисельність жодної з окремих популяцій не перевищує 250 дорослих тварин. Однак, імовірність зникнення тигра як біологічного виду наразі незначна, завдяки тому, що близько 20 тисяч тварин утримуються в неволі.

## Підвиди

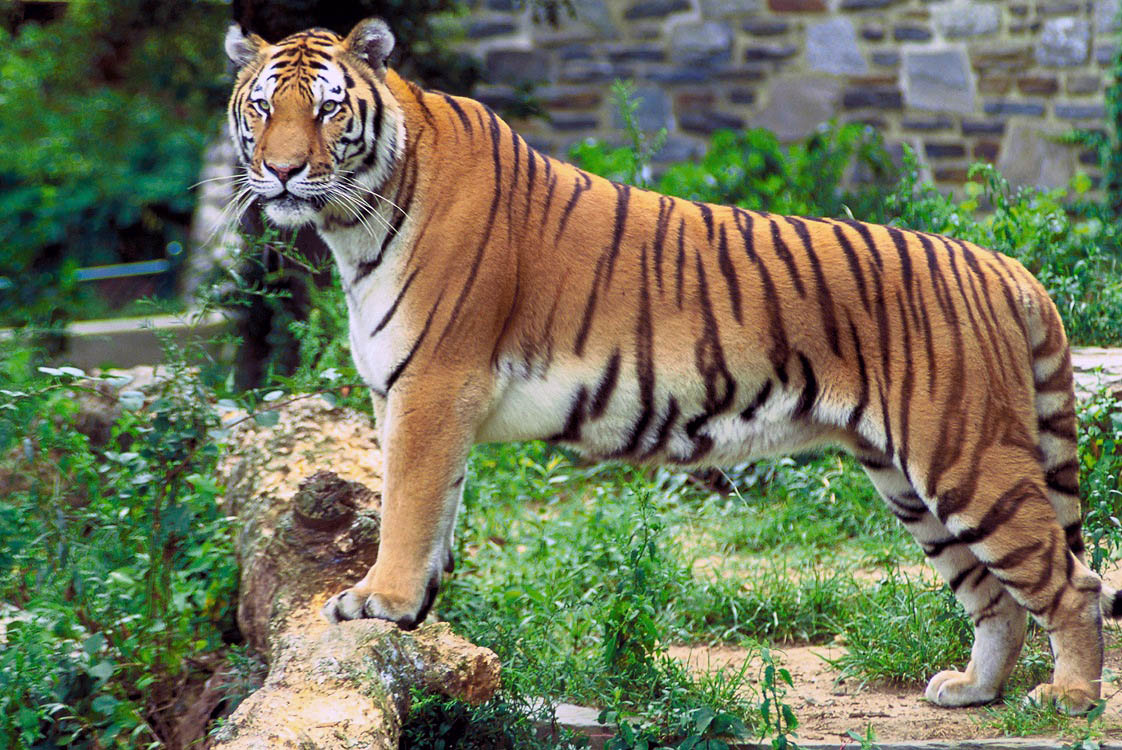
Бенгальський тигр

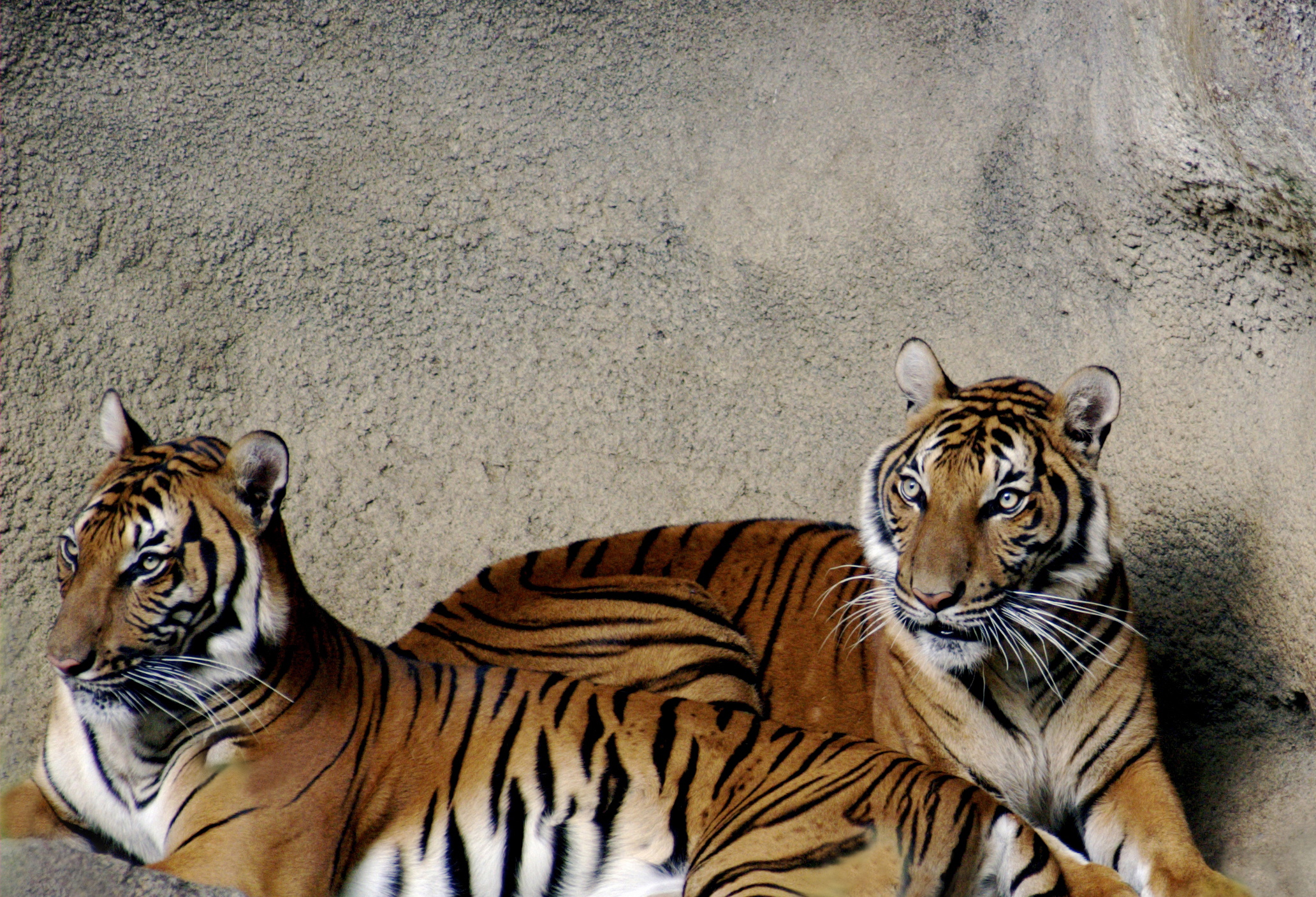
Індокитайський тигр

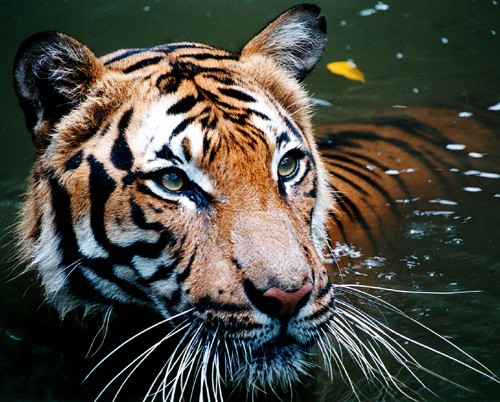
Малайський тигр

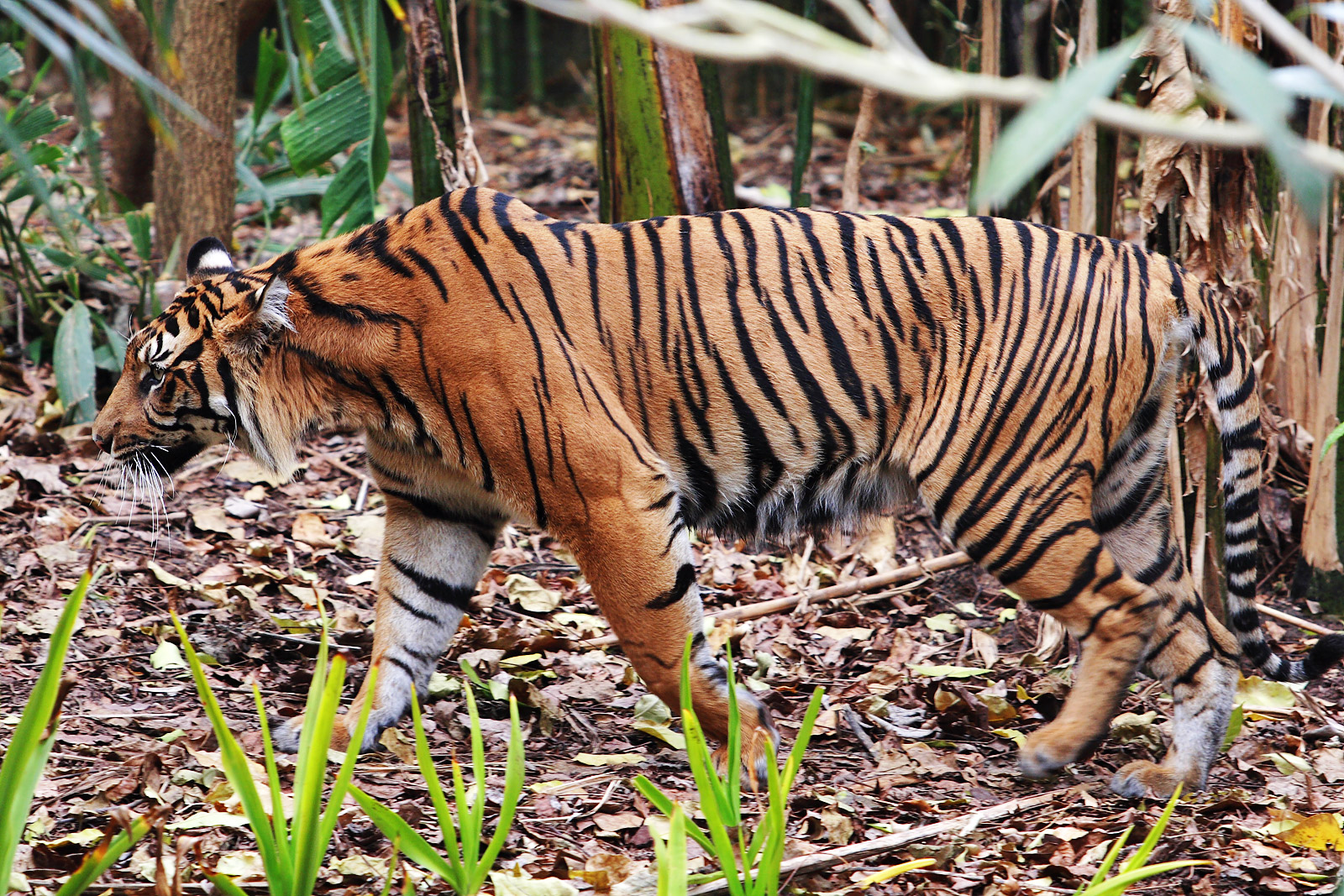
Суматранський тигр

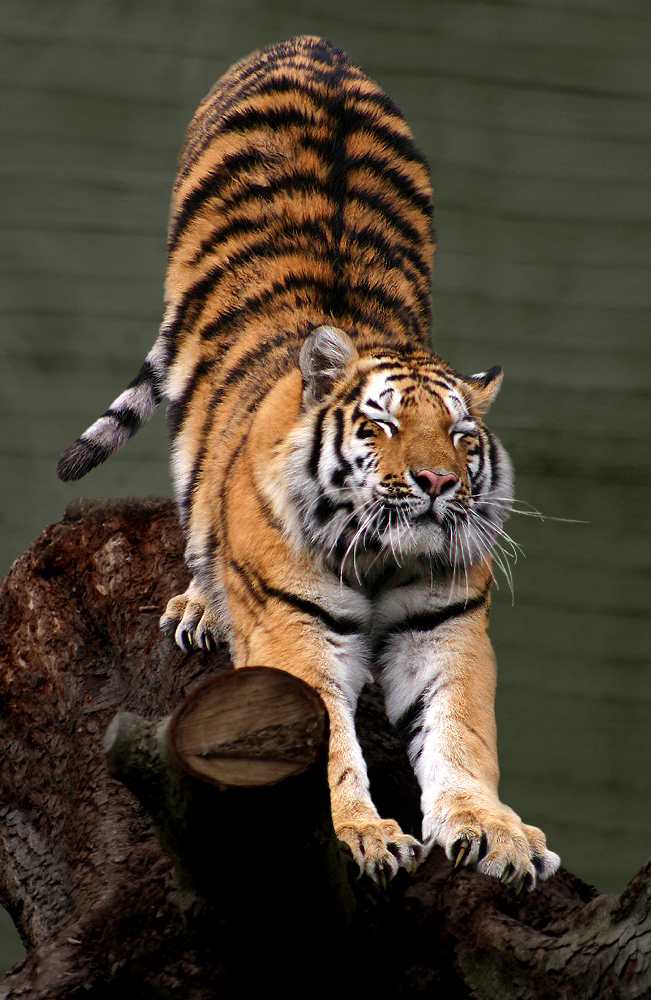
Амурський тигр

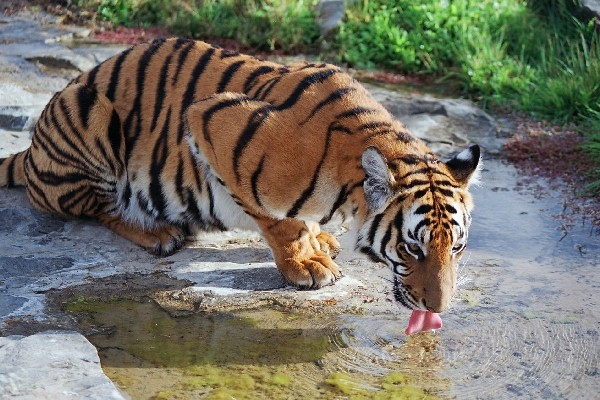
Південнокитайський тигр

В історичний час існувало дев'ять підвидів тигра, три з яких станом на XXI століття знищені, а один (південнокитайський тигр) з великою ймовірністю вже зник або зникне в природі найближчим часом.
- Бенгальський, або Королівський бенгальський тигр (Panthera tigris tigris) — номінативний підвид тигра, який живе на території Індії, Бангладеш, Непалу, Бутану, та М'янми, населяючи широкий спектр біотопів від дощових лісів до сухих саван та мангрів. Найбільша кількість бенгальських тигрів живе в межах екорегіону Тераї-Дуар. Згідно з інформацією індійського уряду, популяція цього підвиду нараховує 3100–4500 тварин, приблизно 3000 з яких живуть на території Індії; але багато індійських науковців ставлять цю інформацію під сумнів, вважаючи, що такі цифри є завищеними. За іншими даними, кількість тигрів ув Індії може бути меншою за 2000, особливо враховуючи те, що більшість обліків проводилося за слідами, а ця методики здебільшого дає завищені цифри. Попри те, що цей підвид тигра є найчисельнішим, він також перебуває під загрозою, переважно потерпаючи від браконьєрства та руйнування звичного природного середовища. Принаймні, один з тигрових заповідників (Саріска) повністю втратив тигрів через браконьєрство. 1972 року в Індії був розпочатий масштабний охоронний проєкт, знаний як «Проєкт Тигр», метою якого було збереження цієї тварини на індійській території. Завдяки заходам, втілених у рамках цього проєкту, кількість тигрів збільшилась із 1200 в 1970–ті роки до 3000 в 1990-ті; цей проєкт був визнаний однією з найуспішніших програм з охорони природи у світі. Самці бенгальського тигра звичайно мають вагу від 205 до 227 кілограмів, самиці — у середньому 140—150 кілограмів. Бенгальські тигри з півночі Індії та з Непалу є достеменно більшими за тигрів з півдня індійського субконтиненту.
- Індокитайський тигр (Panthera tigris corbetti) (також відомий під назвою тигр Корбетта) живе в Камбоджі, південному Китаї, Лаосі, М'янмі, Таїланді, Малайзії та В'єтнамі. Оцінна кількість його популяції варіює в різних джерелах від 1200 до 1800 тварин, але найімовірнішою визнається оцінка, ближча до найнижчого значення цього інтервалу. Найбільша популяція існує в Малайзії. Браконьєрство в цій країні суворими заходами зведене до незначних мір, але популяція тигрів перебуває під значною загрозою через фрагментацію ареалів та інбридинг. У В'єтнамі майже три чверті тигрів були знищені для продажу органів і переробки на засоби китайської медицини. Індокитайський тигр менший за бенгальського, і має темніше забарвлення. Вага самців становить у середньому 150—190 кілограмів, самиць — 110—140 кілограмів.
- Малайський тигр (Panthera tigris jacksoni) зустрічається суто в південній (малазійській) частині півострова Малакка. Цей підвид був виділений лише у 2004 році (до того популяція вважалась приналежною до індокитайського тигра) в ході дослідження, проведеного групою науковців під керівництвом Стівена О'Браяна в Лабораторії генетичного різноманіття Національного інституту раку (Фредерік, США). Останні обліки показали наявність 600—800 тигрів цього підвиду в природі, що робить його третім за чисельністю серед підвидів тигра, після бенгальського та індокитайського. Малайський тигр є національним символом Малайзії, де він присутній на гербі країни, емблемах різноманітних державних установ (наприклад, Банку Малайзії), численних емблемах армійських підрозділів та підрозділів спеціального призначення тощо.
- Суматранський тигр (Panthera tigris sumatrae) зустрічається тільки на індонезійському острові Суматра. Чисельність дикої популяції оцінюється у 400—500 тварин, абсолютна більшість з яких живе на території національних парків та заповідників. Нещодавні генетичні дослідження показали наявність у генотипі підвиду унікальних генетичних маркерів; це є ознакою того, що на базі нього з часом може розвинутись окремий вид котячих (якщо підвид не буде знищено). На основі цього багато науковців вважають, що суматранський тигр вартий збереження більше, ніж будь-який з інших підвидів. Основною загрозою для суматранського тигра є руйнування навколишнього середовища (вирубування лісу відбувається навіть на суворо охоронних територіях Суматри), але в період з 1998 по 2000 рік 66 тигрів (або 20 % популяції) були вбиті браконьєрами. Суматранський тигр є найменшим із наявних нині підвидів: вага дорослих самців становить 100—130 кілограмів, самиць — 70–90 кілограмів. Порівняно малий розмір цього підвиду вважають адаптацією до життя в щільно зарослому тропічному лісі Суматри, а також до, в середньому, меншого, аніж на континенті, розміру здобичі. 3 лютого 2007 року вагітна самиця суматранського тигра була впіймана місцевими жителями біля селища Рокан Хілір у провінції Ріау; адміністрацією з питань охорони природи було прийняте рішення про її перевезення до сафарі-парку Богор на острові Ява.
- Амурський тигр (Panthera tiger altaica), відомий також як сибірський, маньчжурський або північно-китайський, переважно живе на території Приморського та Хабаровського країв Росії, та в дуже невеликій кількості на території північно-східного Китаю та Північної Кореї. Останні два обліки (1996 та 2005 років) показали наявність 480—520 амурських тигрів в природі, які живуть в єдиному, не фрагментованому ареалі, що робить цю популяцією однією з найбільших (або навіть найбільшою) у світі. Амурський тигр вважається найбільшим підвидом тигра за середніми розмірами. Найбільший зареєстрований амурський тигр важив 384 кілограми, середня вага самців близько 230, а самиць — 100—180 кілограмів. Цей підвид відрізняється густим, довгим (порівняно до інших тигрів) та пухнастим хутром, з тьмянішим рудим фоном і меншою, ніж ув інших підвидів, кількістю смуг. Амурський тигр є найбільшим і найважчим представником родини котячих серед тих, які мешкають у дикій природі: тигреня у віці шести місяців за розміром та вагою дорівнює дорослому леопарду.
- Південнокитайський тигр (Panthera tigris amoyensis) є підвидом, який перебуває під найбільшою загрозою зникнення, і, ймовірно в природі вже не існує. Він також є одним з найменших підвидів: довжина тіла і у самців, і у самиць 2,2—2,6 метри. Самці важать від 127 до 177 кілограмів, самиці — від 100 до 118. 1977 року китайський уряд видав закон, який забороняє полювання на тигрів, але для південнокитайського підвиду це було надто пізно. Судячи з усього, останній південнокитайський тигр у природі був застрелений в 1994 році. У наш час, 59 південнокитайських тигрів утримуються в неволі (усі в Китаї), але всі вони є нащадками лише шести тварин. Таким чином, генетичне різноманіття в цьому підвиді є вкрай незначним, що робить його зникнення в природних умовах досить імовірним. Зараз уряд Китаю втілює ряд заходів, спрямованих на реінтродукцію південнокитайських тигрів до природи у 2008 році.

### Вимерлі підвиди
- Балійський тигр (Panthera tigris balica) водився тільки на невеликому острові Балі. Ці тигри були знищені шляхом полюванню: останній балійський тигр (доросла самиця) був убитий у західній частині острова (Сумбар Кама) 27 вересня 1937 року. У неволі балійські тигри ніколи не утримувались. Попри повне зникнення місцевого підвиду, тигр відіграє важливу роль у балінезійській версії індуїзму.
- Яванський тигр (Panthera tigris sondaica) мешкав на індонезійському острові Ява. Судячи з усього, цей підвид був знищений у 80-х роках двадцятого століття через полювання та руйнування звичного середовища, але зникнення стало надзвичайно ймовірним, починаючи з 1950-х років, коли кількість тигрів на Яві скоротилася до 25 особин. Останнього яванського тигра бачили у природі в 1979 році.
- Каспійський (туранський, перський) тигр (Panthera tigris virgata) вимер наприкінці 1960-х років; останнє надійне свідоцтво зустрічі з ним припадає на 1968 рік, хоча, за деякими даними, останнього каспійського тигра застрелили в південно-східній частині Туреччини в 1970 році. Історичний ареал цього підвиду охоплював Північне Причорномор'я (українські степи), Кавказ, Туреччину, Середню Азію, Ірак, Іран, Афганістан, Пакистан, та Східний Туркестан. Каспійський тигр був великим підвидом, досягаючи вагових та розмірних параметрів бенгальського тигра: найважчий зареєстрований самець важив 240 кілограмів. Тлове забарвлення шкіри був приблизно таким, як в індійських підвидів, але смуги були помітно вужчі та щільніші, скоріше темно-сірого або коричневого, ніж чорного забарвлення. Хутро каспійського тигра було довгим (відносно інших підвидів), особливо взимку. Каспійський тигр разом із бенгальським, був одним із двох підвидів, яких використовували римляни в гладіаторських боях проти гладіаторів та інших тварин, а саме берберських левів.

## Еволюція

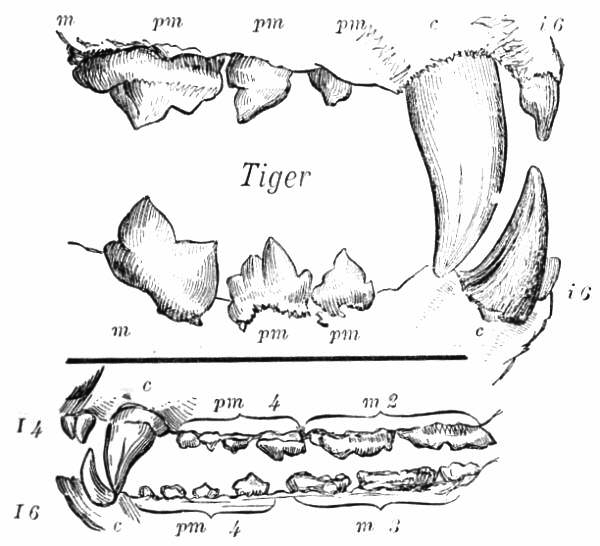
Будова зубів тигра

Основні дані щодо еволюції виду тигр отримані з аналізу викопних решток та досліджень у галузі молекулярної філогенетики.
На базі кладистичного аналізу було показано, що центр походження виду розташовувався в східній Азії.
Загалом, реконструкція викопних решток тигрів є досить складною, передусім з огляду на нечисленність палеонтологічних знахідок тигрів, наявність, переважно, сильно фрагментованих решток, ризик забруднення матеріалів залишками близько споріднених видів, та часто нечітким датуванням знахідок.
Найдавніші викопні рештки тигрів відомі з північного Китаю та о. Ява. Попередникова форма, описана як Felis palaeosinensis, була невеликим тигром з області Хенан у Північному Китаї, де жила з кінця пліоцену — початку плейстоцену, і нараховує, таким чином, близько двох мільйонів років; треба зауважити, що розмір цих тигрів варіювався між сучасними індійськими леопардами та підвидами тигра з островів Зондського архіпелагу, тож кішка Felis palaeosinensis може представляти велику форму леопарда, або спільного попередника двох чи більше видів сучасного роду Panthera. Чітке таксономічне положення виду Felis palaeosinensis вимагає додаткових досліджень.
Ранні скам'янілості тигрів (трінільський тигр) також були знайдені в шарах Джетіс на Яві, і були датовані віком від 1.66 до 1.81 мільйонів років. Таким чином, уже приблизно два мільйони років тому, на початку плейстоцену, тигр був досить широко розповсюдженим видом у Східній Азії. Усталеною точкою зору є та, що районом походження виду тигр була територія сучасного північного Китаю, однак останні палеонтологічні дані свідчать про значно ширший ареал виду одразу ж із моменту появи його найдавніших решток. Багато палеонтологів вважають, що для походження цього виду ізоляція його попередникової форми не була потрібною на такій обмеженій ділянці, як Маньчжурія: для прояву морфологічної та генетичної дивергенції тигра від попередніх та споріднених форм достатньо було набору нестрогих ізоляцій популяцій, що легко могли траплятися в різний час на різноманітних із точки зору рельєфу та кліматичних умов просторах Південно-східної Азії.
Відносно численні викопні рештки тигрів, які датуються періодом від раннього до пізнього плейстоцену, відомі з Китаю, Суматри та Яви, але в Індії, на Алтаї, в Сибіру та інших районах тигри з'явились лише наприкінці плейстоцену. Також було зроблено кілька знахідок великих кішок, які були класифіковані як тигри, на території східної Берингії, з усім тим, викопні рештки тигрів на території Америки досі невідомі. Окрім того, тигри меншого за середній розміру, згідно з палеонтологічними даними, в пізньому плейстоцені мешкали на території Японії та на Сахаліні. Судячи з усього, відносно менший розмір цих викопних підвидів, як і сучасних підвидів з островів Зондського архіпелагу, пояснюється явищем острівної карликовості.

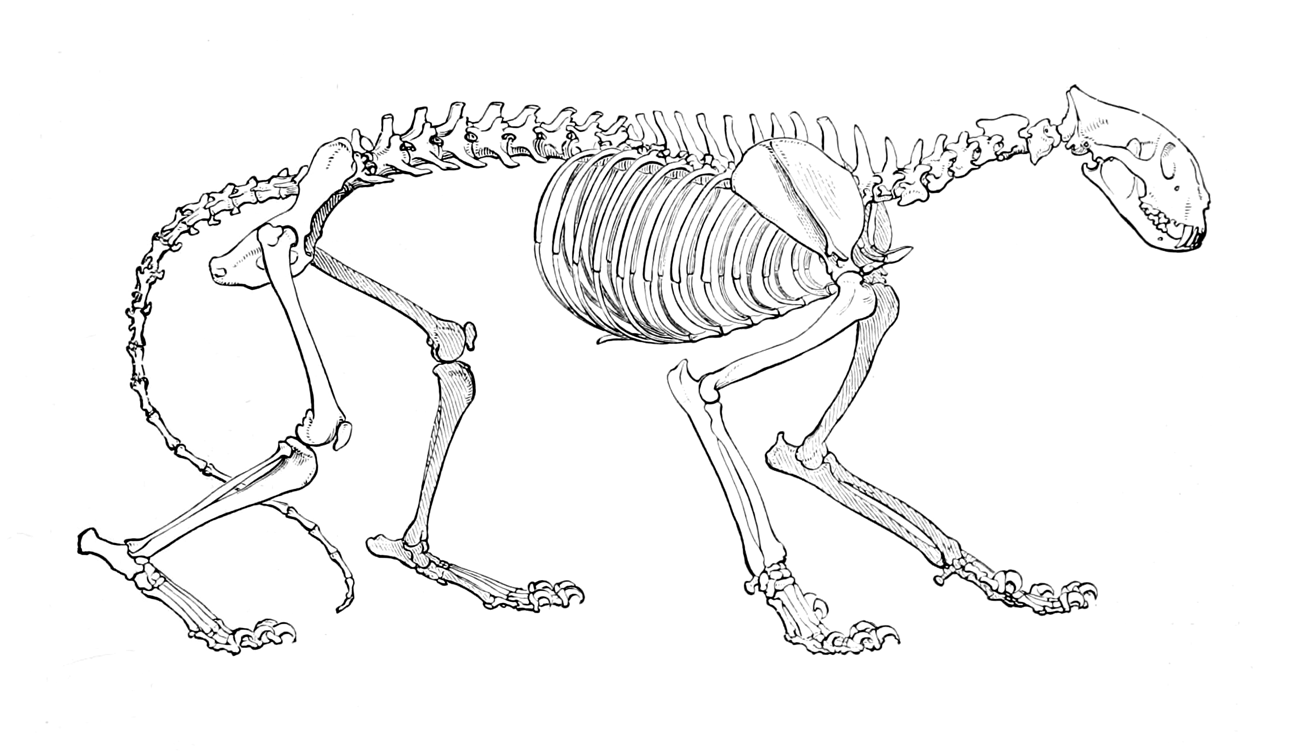
Скелет тигра

Відповідно до порівняльно-анатомічних досліджень, середній розмір тигрів від плейстоцену до сучасності зменшувався (за винятком популяції, зараз відомої як підвид «амурський тигр», у котрій із плейстоцену до сьогодення середній розмір тварин не змінився). Це є досить звичайним фактом для плейстоценових ссавців, і, ймовірно, віддзеркалює зниження сезонної біопродуктивності навколишнього середовища та/або, у випадку хижаків, зменшення середнього розміру доступної здобичі.
Голоценові рештки тигрів відомі з Яви та Калімантану; на останньому острові тигр щез іще до історичних часів.
Молекулярно-філогенетичні дані, отримані з використанням різних методів, підтверджують тісні родинні зв'язки між представниками роду Panthera, і показують, що вид тигр відокремився від загальної попередникової лінії більше ніж 2 мільйони років тому, раніше за лева, леопарда та ягуара. Таким чином, палеонтологічні та молекулярно-біологічні дані щодо історії походження тигра є вельми узгодженими.
Хоча з молекулярно-біологічних даних досі неясно, чи є східна Азія саме тим регіоном, де відбулося відокремлення виду тигр від загального попередника роду, існує великий масив доказів на користь того, що саме звідси тигри ширилися на північ у північно-східну Азію та Берингію, на південь, себто острови Зондського архіпелагу та в межі Індійського субконтиненту. Відносно пізня (пізніше за район Зондського архіпелагу та східний Сибір) поява тигрів у Індії підтверджується також і відсутністю тигрів на острові Шрі-Ланка, котрий був відокремлений від материка підняттям рівня океану на початку голоцену. Серед палеонтологів існує певна розбіжність у поглядах щодо заселення тиграми центральної та південно-західної Азії (ареал туранського тигра): частина дослідників вважає, що тигри дісталися туди з північно-східної Індії, а інші — що з Сибіру через райони південного сходу нинішнього Казахстану.
Попри відсутність там у теперішній час, виходячи із зоогеографічних даних, тигр мав населяти острів Калімантан; але знахідки, які це підтверджують є, переважно, доволі сумнівними. Однак, тубільці з племені Бісая стверджують, що ікла, якими вони володіють, походять від диких тигрів, останні з яких були вбиті попередниками цих тубільців 4–7 поколінь тому. Це говорить на користь того, що тигр на Калімантані щез приблизно 200 років тому. Найкращим підтвердженням існування тигрів на Калімантані в минулому стала знахідка верхівки не прорізаного верхнього хижого зуба тигра в печері Ніа в малазійській частині острова (Саравак), у відкладеннях неолітичної доби.
Найближчим родичем тигра серед сучасних видів є ірбіс, а серед викопних — Panthera zdanskyi:

|  | \| \| †Panthera blytheae \| \| \| \| \| \| Panthera uncia — Барс \| \| \| \| |
|  |                                                                              |
|  | †Panthera blytheae                                                           |
|  |                                                                              |
|  | Panthera uncia — Барс                                                        |
|  |                                                                              |

|  | †Panthera blytheae    |
|  |                       |
|  | Panthera uncia — Барс |
|  |                       |

|  | \| \| †Panthera zdanskyi \| \| \| \| \| \| Panthera tigris — Тигр \| \| \| \| |
|  |                                                                               |
|  | †Panthera zdanskyi                                                            |
|  |                                                                               |
|  | Panthera tigris — Тигр                                                        |
|  |                                                                               |

|  | †Panthera zdanskyi     |
|  |                        |
|  | Panthera tigris — Тигр |
|  |                        |

|  | \| \| †Panthera blytheae \| \| \| \| \| \| Panthera uncia — Барс \| \| \| \| |
|  |                                                                              |
|  | †Panthera blytheae                                                           |
|  |                                                                              |
|  | Panthera uncia — Барс                                                        |
|  |                                                                              |

|  | †Panthera blytheae    |
|  |                       |
|  | Panthera uncia — Барс |
|  |                       |

|  | \| \| †Panthera zdanskyi \| \| \| \| \| \| Panthera tigris — Тигр \| \| \| \| |
|  |                                                                               |
|  | †Panthera zdanskyi                                                            |
|  |                                                                               |
|  | Panthera tigris — Тигр                                                        |
|  |                                                                               |

|  | †Panthera zdanskyi     |
|  |                        |
|  | Panthera tigris — Тигр |
|  |                        |

|  | \| \| †Panthera gombaszoegensis \| \| \| \| \| \| Panthera onca — Ягуар \| \| \| \| |
|  |                                                                                     |
|  | †Panthera gombaszoegensis                                                           |
|  |                                                                                     |
|  | Panthera onca — Ягуар                                                               |
|  |                                                                                     |

|  | †Panthera gombaszoegensis |
|  |                           |
|  | Panthera onca — Ягуар     |
|  |                           |

|  | Panthera leo — Лев                                                    |
|  |                                                                       |
|  | \| \| †Panthera spelaea \| \| \| \| \| \| †Panthera atrox \| \| \| \| |
|  |                                                                       |
|  | †Panthera spelaea                                                     |
|  |                                                                       |
|  | †Panthera atrox                                                       |
|  |                                                                       |

|  | †Panthera spelaea |
|  |                   |
|  | †Panthera atrox   |
|  |                   |

|  | Panthera leo — Лев                                                    |
|  |                                                                       |
|  | \| \| †Panthera spelaea \| \| \| \| \| \| †Panthera atrox \| \| \| \| |
|  |                                                                       |
|  | †Panthera spelaea                                                     |
|  |                                                                       |
|  | †Panthera atrox                                                       |
|  |                                                                       |

|  | †Panthera spelaea |
|  |                   |
|  | †Panthera atrox   |
|  |                   |

|  | Panthera leo — Лев                                                    |
|  |                                                                       |
|  | \| \| †Panthera spelaea \| \| \| \| \| \| †Panthera atrox \| \| \| \| |
|  |                                                                       |
|  | †Panthera spelaea                                                     |
|  |                                                                       |
|  | †Panthera atrox                                                       |
|  |                                                                       |

|  | †Panthera spelaea |
|  |                   |
|  | †Panthera atrox   |
|  |                   |

|  | Panthera leo — Лев                                                    |
|  |                                                                       |
|  | \| \| †Panthera spelaea \| \| \| \| \| \| †Panthera atrox \| \| \| \| |
|  |                                                                       |
|  | †Panthera spelaea                                                     |
|  |                                                                       |
|  | †Panthera atrox                                                       |
|  |                                                                       |

|  | †Panthera spelaea |
|  |                   |
|  | †Panthera atrox   |
|  |                   |

|  | \| \| †Panthera gombaszoegensis \| \| \| \| \| \| Panthera onca — Ягуар \| \| \| \| |
|  |                                                                                     |
|  | †Panthera gombaszoegensis                                                           |
|  |                                                                                     |
|  | Panthera onca — Ягуар                                                               |
|  |                                                                                     |

|  | †Panthera gombaszoegensis |
|  |                           |
|  | Panthera onca — Ягуар     |
|  |                           |

|  | Panthera leo — Лев                                                    |
|  |                                                                       |
|  | \| \| †Panthera spelaea \| \| \| \| \| \| †Panthera atrox \| \| \| \| |
|  |                                                                       |
|  | †Panthera spelaea                                                     |
|  |                                                                       |
|  | †Panthera atrox                                                       |
|  |                                                                       |

|  | †Panthera spelaea |
|  |                   |
|  | †Panthera atrox   |
|  |                   |

|  | Panthera leo — Лев                                                    |
|  |                                                                       |
|  | \| \| †Panthera spelaea \| \| \| \| \| \| †Panthera atrox \| \| \| \| |
|  |                                                                       |
|  | †Panthera spelaea                                                     |
|  |                                                                       |
|  | †Panthera atrox                                                       |
|  |                                                                       |

|  | †Panthera spelaea |
|  |                   |
|  | †Panthera atrox   |
|  |                   |

|  | Panthera leo — Лев                                                    |
|  |                                                                       |
|  | \| \| †Panthera spelaea \| \| \| \| \| \| †Panthera atrox \| \| \| \| |
|  |                                                                       |
|  | †Panthera spelaea                                                     |
|  |                                                                       |
|  | †Panthera atrox                                                       |
|  |                                                                       |

|  | †Panthera spelaea |
|  |                   |
|  | †Panthera atrox   |
|  |                   |

|  | Panthera leo — Лев                                                    |
|  |                                                                       |
|  | \| \| †Panthera spelaea \| \| \| \| \| \| †Panthera atrox \| \| \| \| |
|  |                                                                       |
|  | †Panthera spelaea                                                     |
|  |                                                                       |
|  | †Panthera atrox                                                       |
|  |                                                                       |

|  | †Panthera spelaea |
|  |                   |
|  | †Panthera atrox   |
|  |                   |

|  | \| \| †Panthera blytheae \| \| \| \| \| \| Panthera uncia — Барс \| \| \| \| |
|  |                                                                              |
|  | †Panthera blytheae                                                           |
|  |                                                                              |
|  | Panthera uncia — Барс                                                        |
|  |                                                                              |

|  | †Panthera blytheae    |
|  |                       |
|  | Panthera uncia — Барс |
|  |                       |

|  | \| \| †Panthera zdanskyi \| \| \| \| \| \| Panthera tigris — Тигр \| \| \| \| |
|  |                                                                               |
|  | †Panthera zdanskyi                                                            |
|  |                                                                               |
|  | Panthera tigris — Тигр                                                        |
|  |                                                                               |

|  | †Panthera zdanskyi     |
|  |                        |
|  | Panthera tigris — Тигр |
|  |                        |

|  | \| \| †Panthera blytheae \| \| \| \| \| \| Panthera uncia — Барс \| \| \| \| |
|  |                                                                              |
|  | †Panthera blytheae                                                           |
|  |                                                                              |
|  | Panthera uncia — Барс                                                        |
|  |                                                                              |

|  | †Panthera blytheae    |
|  |                       |
|  | Panthera uncia — Барс |
|  |                       |

|  | \| \| †Panthera zdanskyi \| \| \| \| \| \| Panthera tigris — Тигр \| \| \| \| |
|  |                                                                               |
|  | †Panthera zdanskyi                                                            |
|  |                                                                               |
|  | Panthera tigris — Тигр                                                        |
|  |                                                                               |

|  | †Panthera zdanskyi     |
|  |                        |
|  | Panthera tigris — Тигр |
|  |                        |

|  | \| \| †Panthera gombaszoegensis \| \| \| \| \| \| Panthera onca — Ягуар \| \| \| \| |
|  |                                                                                     |
|  | †Panthera gombaszoegensis                                                           |
|  |                                                                                     |
|  | Panthera onca — Ягуар                                                               |
|  |                                                                                     |

|  | †Panthera gombaszoegensis |
|  |                           |
|  | Panthera onca — Ягуар     |
|  |                           |

|  | Panthera leo — Лев                                                    |
|  |                                                                       |
|  | \| \| †Panthera spelaea \| \| \| \| \| \| †Panthera atrox \| \| \| \| |
|  |                                                                       |
|  | †Panthera spelaea                                                     |
|  |                                                                       |
|  | †Panthera atrox                                                       |
|  |                                                                       |

|  | †Panthera spelaea |
|  |                   |
|  | †Panthera atrox   |
|  |                   |

|  | Panthera leo — Лев                                                    |
|  |                                                                       |
|  | \| \| †Panthera spelaea \| \| \| \| \| \| †Panthera atrox \| \| \| \| |
|  |                                                                       |
|  | †Panthera spelaea                                                     |
|  |                                                                       |
|  | †Panthera atrox                                                       |
|  |                                                                       |

|  | †Panthera spelaea |
|  |                   |
|  | †Panthera atrox   |
|  |                   |

|  | Panthera leo — Лев                                                    |
|  |                                                                       |
|  | \| \| †Panthera spelaea \| \| \| \| \| \| †Panthera atrox \| \| \| \| |
|  |                                                                       |
|  | †Panthera spelaea                                                     |
|  |                                                                       |
|  | †Panthera atrox                                                       |
|  |                                                                       |

|  | †Panthera spelaea |
|  |                   |
|  | †Panthera atrox   |
|  |                   |

|  | Panthera leo — Лев                                                    |
|  |                                                                       |
|  | \| \| †Panthera spelaea \| \| \| \| \| \| †Panthera atrox \| \| \| \| |
|  |                                                                       |
|  | †Panthera spelaea                                                     |
|  |                                                                       |
|  | †Panthera atrox                                                       |
|  |                                                                       |

|  | †Panthera spelaea |
|  |                   |
|  | †Panthera atrox   |
|  |                   |

|  | \| \| †Panthera gombaszoegensis \| \| \| \| \| \| Panthera onca — Ягуар \| \| \| \| |
|  |                                                                                     |
|  | †Panthera gombaszoegensis                                                           |
|  |                                                                                     |
|  | Panthera onca — Ягуар                                                               |
|  |                                                                                     |

|  | †Panthera gombaszoegensis |
|  |                           |
|  | Panthera onca — Ягуар     |
|  |                           |

|  | Panthera leo — Лев                                                    |
|  |                                                                       |
|  | \| \| †Panthera spelaea \| \| \| \| \| \| †Panthera atrox \| \| \| \| |
|  |                                                                       |
|  | †Panthera spelaea                                                     |
|  |                                                                       |
|  | †Panthera atrox                                                       |
|  |                                                                       |

|  | †Panthera spelaea |
|  |                   |
|  | †Panthera atrox   |
|  |                   |

|  | Panthera leo — Лев                                                    |
|  |                                                                       |
|  | \| \| †Panthera spelaea \| \| \| \| \| \| †Panthera atrox \| \| \| \| |
|  |                                                                       |
|  | †Panthera spelaea                                                     |
|  |                                                                       |
|  | †Panthera atrox                                                       |
|  |                                                                       |

|  | †Panthera spelaea |
|  |                   |
|  | †Panthera atrox   |
|  |                   |

|  | Panthera leo — Лев                                                    |
|  |                                                                       |
|  | \| \| †Panthera spelaea \| \| \| \| \| \| †Panthera atrox \| \| \| \| |
|  |                                                                       |
|  | †Panthera spelaea                                                     |
|  |                                                                       |
|  | †Panthera atrox                                                       |
|  |                                                                       |

|  | †Panthera spelaea |
|  |                   |
|  | †Panthera atrox   |
|  |                   |

|  | Panthera leo — Лев                                                    |
|  |                                                                       |
|  | \| \| †Panthera spelaea \| \| \| \| \| \| †Panthera atrox \| \| \| \| |
|  |                                                                       |
|  | †Panthera spelaea                                                     |
|  |                                                                       |
|  | †Panthera atrox                                                       |
|  |                                                                       |

|  | †Panthera spelaea |
|  |                   |
|  | †Panthera atrox   |
|  |                   |

## Гібриди
Лігр — покруч лева-самця і тигра-самиці, отримана в неволі; особини лігрів ростуть все життя і до старості можуть досягати розмірів до 3 метрів завдовжки (без урахування хвоста); тигон (тайгон) — покруч тигра-самця і левиці-самиці.

## Тигр в міфології та культурі

### Міфологія

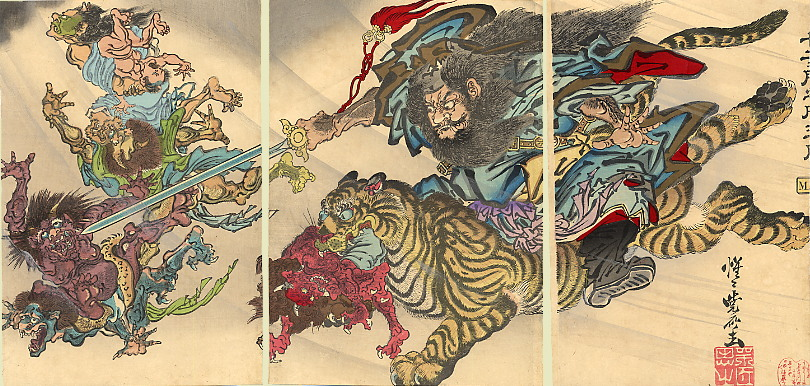
Тигр і святий відганяють демонів (Кьосай, 1887).

Тигр є одним з головних персонажів у міфах народів країн Азії, переважно тих регіонів, які є природною зоною його проживання. Він часто постає як цар звірів, символ сили й монархії.
У Південно-Східній Азії й Кореї тигра вшановували як бога-господаря гір та печер, а також заступника керівних королівських родів. Його розглядали як посередника між Небом і Землею.
У Китаї вірили, що тигр є символом сили і здоров'я, який відганяє злих духів та хвороби. У даосизмі цей хижак асоціювався із заходом, білим кольором, осінню й одним із п'яти першоелементів — водою, та протиставлявся зеленому драконові — уособленню весняного сходу. Двобій тигра і дракона став однією з найпопулярніших символічних мотивів китайського живопису. Тигр вважався також третім із дванадцяти звірів китайського 12-річного календаря.
З тигром був також пов'язаний культ плодовитості. У різних віддалених куточках Азії вважалося, що для лікування безпліддя або збільшення потомства слід їсти м'ясо тигра, вклонятися його слідам або носити шкуру цієї тварини. З цим культом асоціювали й леопарда, якого інколи розглядали як самицю тигра. Наприклад, китайська богиня Си Ван Му, володарка заходу, плодовитості й безсмертя постає у стародавніх китайських джерелах з тигроморфними рисами.
У деяких азійських народів збереглися уявлення про тигрів як першопредка або іншу людську расу. Так, малайські племена вірили, що тигри мають соціальну організацію, подібну людській, а нівхи Сибіру і жителі Суматри вважали їх за окремий вид людей. Деякі народи Індії виводили свій родовід від подружжя жінки й тигра, називаючи себе «людьми-тиграми». У багатьох місцевостях, де поширенні подібні уявлення на полювання і вбивство тигрів були накладені обмеження або повні табу.

### Література

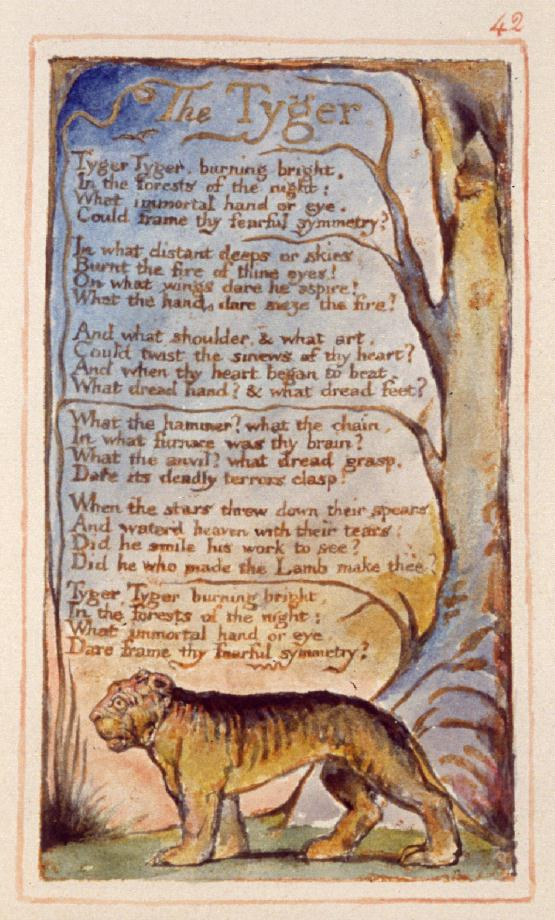
Малюнок із віршем В. Блейка «Тигр».

### Медицина
Велика кількість органів тигра та частин його тіла використовується в традиційній азійській, переважно китайській медицині. За переказами, жодне з яких досі не змогли підтвердити за допомогою наукових дослідів, мають цілющі, магічні та охоронні властивості такі частини тіла тигра:
- Пляшована та змішана з милом частина хвоста використовується для вироблення мазі, яка використовується при лікуванні раку шкіри.
- Кісточки з кінчика хвоста використовуються як амулети, які відганяють злих духів.
- Подрібнені кістки, додані до вина, використовуються як загально-збудливий засіб (особливо таке використання поширене на півдні Китаю й на Тайвані).
- Стопа тигра, оброблена пальмовою олією та вивішена над дверима, запобігає проникненню до оселі злих духів.
- Шкура тигра виправляє шкоду, заподіяну злими духами: при такому застосуванні на шкурі треба сидіти; але, згідно з китайськими віруваннями, надмірне сидіння на тигровій шкурі може призвести до перетворення людини на тигра.
- Суміш із меду та подрібнених жовчних каменів тигра, нанесена на руки та ноги, лікує від наривів та абсцесів.
- Спалювання шерсті тигра відганяє багатоніжок.
- Суміш із мозку тигра та олії, нанесена на тіло, лікує від ліні та прищів.
- Використання частинок очного яблука у вигляді пігулок запобігає судомам.
- Вуса тигра є талісманом, що захищає від куль та збільшує хоробрість.
- Носіння кігтя тигра серед прикрас, або просто в кишені, дає хоробрість та запобігає виникненню раптового жаху.
- Сила, хитрість та хоробрість можуть бути надбаними при поїданні серця тигра.
- Плавучі ребра тигра є талісманом, який приносить удачу.
- Пеніс тигра, як вважають, є потужним афродизіаком.
- Дрібні кісточки зі стопи тигра, прив'язані до зап'ястя дитини, запобігають судомам.

### У геральдиці
Геральдичний тигр (англ. tyger), на відміну від «природного» тигра, що також зустрічається в геральдиці, має тіло вовка, хвіст і гриву лева, могутні щелепи (верхня закінчується дзьобом) і витягнуту морду. Таким, очевидно, уявляли його середньовічні художники, які ніколи не бачили реального звіра. За легендою, тигр — грізна мати, готова люто боронити своє потомство, але людина може викрасти її дитинчат, якщо триматиме перед собою дзеркало — тигр буде загіпнозований власним зображенням і втратить пильність. Тому геральдичні тигри іноді зображаються такими, що дивляться в дзеркало.

### Символіка
Тигр був або є національною твариною в таких країнах:
- Бангладеш — Бенгальський тигр
- Китай — разом із драконом і великою пандою, тигр є неофіційним символом країни
- Індія — Бенгальський тигр
- Малайзія — Малайський тигр
- Непал — Бенгальський тигр
- Північна Корея — Амурський тигр
- Південна Корея — Амурський тигр
- Шрі-Ланка — Бенгальський тигр (Тамільський сепаратистський рух)
- Росія — Амурський тигр

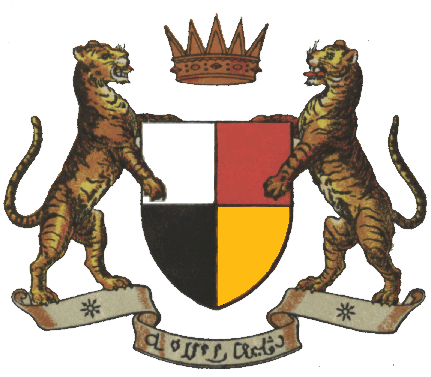
Старий герб Малайзії
Емблема «Тигрів визволення Таміл-Іламу»
Герб Приморського краю
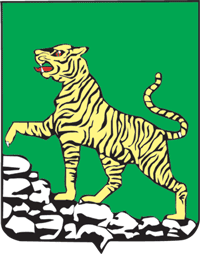
Герб Владивостока

## Тигри в неволі
Тигрів утримували в неволі з давніх часів. У Стародавньому Римі тигрів виставляли в амфітеатрах; їх вбивали під час полювання і використовували для вбивства злочинців. Повідомляється, що монгольський правитель Кублай-хан тримав тигрів у 13 столітті. Починаючи з середньовіччя тигрів утримували в європейських звіринцях. Тигри та інші екзотичні тварини в основному використовувалися для розваги еліти, але з 19-го століття їх більше виставляли для публіки. Тигри були особливо великою визначною пам'яткою, і їх популяція в неволі різко зросла.
У 2020 році на тигрових фермах у Китаї, Лаосі, Таїланді та В'єтнамі утримували понад 8000 тигрів. У Європі утримували не менше, ніж 850 тигрів. За даними Всесвітнього фонду дикої природи, на території США утримуються близько 5000 тигрів, що вище від чисельності всієї дикої популяції виду; з них понад 3000 утримуються в штаті Техас. Причиною такої високої популярності тигра як свійської тварини є, як вважають, особливості законодавства США: утримання тигрів удома заборонено в 19 штатах, 15 вимагають для утримання спеціальної ліцензії, а в 16 штатах це питання законом не регулюється.
Успішність американських програм із розмноження тигрів у зоопарках призвела до «надвиробництва» тигренят у 1980–1990-х роках, що стало причиною сильного зменшення цін на цих тварин.

## Медіа-ресурси
Фільмування тигрів у Королівстві Тварин Волта Діснея
- Endangered TV Відео амурського тигра на сайті «Endangered Animals».
- Endangered TV Відео суматранського тигра на сайті «Endangered Animals».
- Endangered TV Відео індокитайського тигра на сайті «Endangered Animals».
- Imagine Animals Фотографії амурського тигра, дозволені для некомерційного використання.
- Imagine Animals Фотографії індокитайського тигра, дозволені для некомерційного використання.
- Imagine Animals Фотографії суматранського тигра, дозволені для некомерційного використання.

### У культурі
- Тигровий монастир
- Паперовий тигр
- Тигр (геральдика)
- Тигр (зодіак)